# Doły (powiat grodziski)
Doły – wieś w Polsce położona w województwie wielkopolskim, w powiecie grodziskim, w gminie Kamieniec.
W latach 1975–1998 miejscowość należała administracyjnie do województwa poznańskiego.